# Музей современной греческой культуры
Музей современной греческой культуры (греч. Μουσείο Νεότερου Ελληνικού Πολιτισμού, в прошлом — Музей греческого народного творчества, Μουσείο Ελληνικής Λαϊκής Τέχνης) — музей в Афинах, столице Греции, основанный в 1918 году под эгидой министерства культуры Греции.
В мечети Дзистаракис работает филиал музея. Другие филиалы музея — Общественные бани по улице Кирресту, 8 и Теспидос, 8, оба в центральном районе Плака. Недавно открылся филиал музея по улице Панос, 22, в котором экспонируются разнообразные орудия труда.

## История

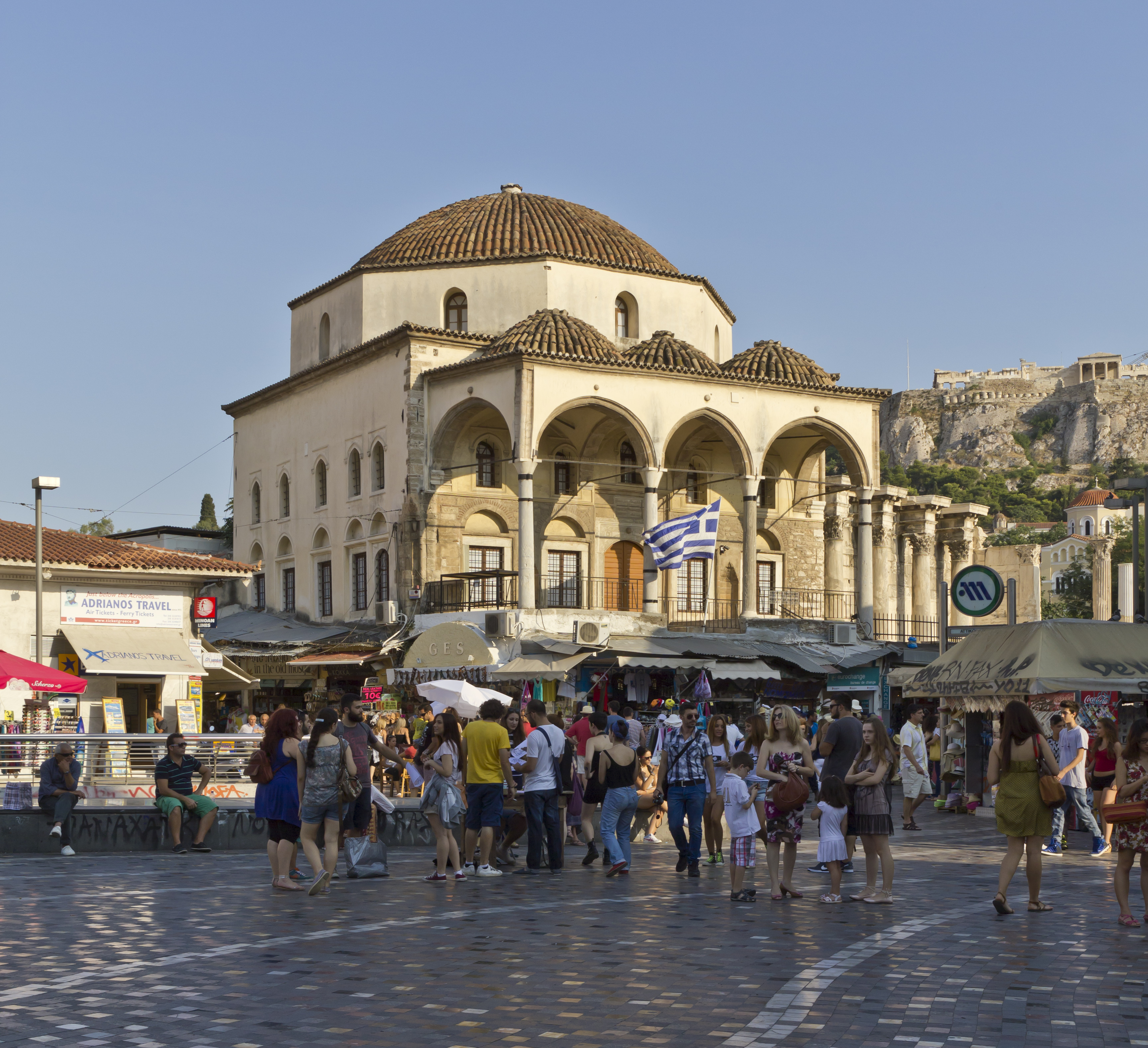
Мечеть Дзистаракис — ныне филиал Музея современной греческой культуры

В 1918 году музей был основан под названием Музей греческих ремёсел и располагался на площади Монастираки в здании мечети Дзистаракис, частично перестроенном под руководством архитектора Анастасиоса Орландоса в 1915 году. В 1923 году он переименован в Национальный музей декоративно-прикладного искусства, а с 1959 года носит своё современное название. В 1973 году основная экспозиция музея переехала в новое здание по улице Кидатинеон, 17.

## Экспозиция
На первом этаже в экспозиции музея широко представлены все виды народного греческого декоративно-прикладного искусства: вышивка, вязание, национальные костюмы, куклы театра теней, ювелирные украшения, керамические сосуды, резьба по дереву, ковроткачество, торевтика. Самые ранние экспонаты датируются серединой XVII века. Здесь собраны 5 костюмов с маскарадов из разных регионов Греции — Никиссиани (Кавала), Кали Врисси (Драма, Фессалия и Науса) и острова Скироса.
Второй этаж почти полностью посвящён временным выставкам, остальное пространство занимает постоянная экспозиция работ Теофилоса Хадзимихаила (1868—1943), наиболее значительного греческого художника-примитивиста. Наибольший интерес представляют фрески из его дома в Митилини на острове Лесбос.
Третий этаж посвящён двум тематикам: религиозной и светской. Первая представлена сакральными предметами из серебра, ризами, саваннами и т. д., вторая — предметами быта, оружию и женскими украшениям.
На верхнем, чердачном этаже представлены многочисленные народные женские и мужские костюмы из разных уголков Греции, как бытовые, так и праздничные, обрядовые, танцевальные и т. п.